# Primera expedició de Tamerlà a Coràsmia
El primer conflicte de Tamerlà amb Coràsmia fou el primer enfrontament militar entre Tamerlà, senyor de Transoxiana o Txagatai, i la dinastia sufita de Coràsmia encapçalada per Husayn Sufi ibn Yanghadai, el governant de Coràsmia. Va tenir lloc el 1371. L'autobiografia de Timur l'anomena la cinquena pertorbació del seu regnat.

## Antecedents
Timur tenia com enemics no sols als jats. Tenia veïns amb un cert poder que durant els anys de guerra a Transoxiana havien fet repetits atacs a la zona i s'havien aprofitat de la situació. Un d'aquests era el sufita anomenat Husayn Sufi, senyor de Khivà i Urganj i de la mar d'Aral, que devia fidelitat al kan de Mogolistan; aquest senyor era un príncep de la dinastia Kongrat i recordava a Timur con un guerrer errant que va lluitar per la vida en les anomenades "sorres vermelles". Urganj era un centre de comerç florent a la zona de la desembocadura del Amudarià, amb altes muralles; el clan dels sufites eren considerat com a molt orgullosos.
Husayn Sufi ibn Yanghadai s'havia presentat anteriorment al Consell de Tamerlà, després de la seva victòria a Balkh (1370), i havia felicitat al vencedor; però en endavant havia començat a donar mostres d'hostilitat enviant tropes per saquejar part del territori de Mawara al-Nahr. Alguns religiosos i notables de Coràsmia es van queixar de Husayn Sufi, afirmant que els districtes de Khivà i Khat havien estat des de temps immemorial del kanat de Txagatai però Husayn Sufi els havia trobat sense amo i havia pres possessió de tot el país i exercia una tirania opressiva sobre els habitants. Timur va dubtar si havia de dirigir-se contra Coràsmia o era preferible iniciar la conquesta de Khurasan.

## Mediació
Timur va enviar unb ambaixador, el tavachi Alafi Kutxin, que va reclamar la evacuació de Khivà i Kath a lo que Husayn Sufi va respondre que les havia conquerit amb l'espasa i amb l'espasa se li haurien de prendre. Alafi va informar a Timur que va decidir anar contra Coràsmia (1371). El mufti Mawla Jalal al-Din va demanar a Timur que el deixés intentar una mediació, i Timur hi va consentir; Jalal al-Din va viatjar a Coràsmia i va intentar convèncer a Husayn de deposar la seva actitud però no ho va aconseguir. Quan Timur en fou informat va decidir procedir a l'expedició.

## L'expedició
Timur va sortir de Samarcada cap a l'oest i va acampar a la plana de Kaba Miten, prop de Karshi; alli va rebre a Hajji Wazir, ambaixador del malik kart Ghiyath al-Din, fill i successor del difunt Abu l-Husayn, governant de Khorasan, de Ghur i Gharjistan i de Kuhistan, que portava regals i al qual es va correspondre amb altres regals i un vestit d'honor i al que es va remetre una carta amb condolencies pel malik mort i felicitacions al nou malik. D'altra banda com que Timur no estava tranquil amb el Badakhxan, va designar governador de Kunduz, Bakelan i la frontera de Kabul a Jaku Barles i el va enviar a la zona amb un fort exèrcit donant-li també el comandament de l'horda de Boroldai. A Samarcanda va designar governador a Amir Saif al-Din Barles. Seguint paral·lels al Sihun van arribar a Bukharà.
La divisió d'avantguarda (keravu) va marxar immediatament per la zona, on hi havia saquejos, i va fer fugir a l'enemic i van fer un bon nombre de presoners que foren executats. Els que van escapar es van refugiar a la fortalesa de Kath, el governador de la qual era Bayram Yusavul, amb el cadi Shaikh Muvayd, i es van tancar a la fortalesa que fou assetjada. Timur va ordenar assaltar Kath sense maquines de guerra; la rasa seca fou omplerta de brossa i terra i es van utilitzar escales. Shaikh Bahadur va intentar escalar les muralles i va llançar una corda (kumund) que fou tallada però va insistir i recolzat per Jahan Pahlawan, va poder pujar la paret; les tropes van fer un assalt general. Aleshores el governador va demanar quarter i Timur li va concedir un quart, però ja tota la riquesa de la fortalesa fou objecte del saqueig dels soldats. Tots els homes foren passats a ganivet i les dones (esposes i filles) foren venudes com esclaves. Un oficial que havia refusat participar en la batalla de Kath, va ser privat de les seves armes de manera deshonrosa i enviat per ser passejat pels carrers de Samarcanda durant dies muntat en un ase mirant cap a la cua.
Timur va passar tres dies a Kath i després va anar a Urganj, el setge de la qual requeria maquinaria de guerra; va enviar als amirs Ghiyath al-Din i Aljaitu, amb dos divisions, per atacar els flancs de l'exèrcit de Husayn Sufi, i el va atacar amb el cos principal dirigit per Ky Khuseru Khuttelani; van entrar a la plana de Coràsmia. Husayn Sufi va enviar un ambaixador a demanar perdó i a dir que en el futur seria obedient. Timur el va perdonar però no se’n refiava i va confessar a Ky Khuseru que li calia tenir la fortalesa de Coràsmia per seguretat del regne.
Ky Khuseru, que planejava una revolta, va enviar un missatge a Husayn Sufi aconsellant-lo no entregar la fortalesa a Timur, però que si sortia amb les seves tropes i presentava batalla, ell mateix se li uniria amb totes les seves forces (10.000 homes). El príncep de Coràsmia finalment va sortir amb el seu exèrcit de Urganj avançant fins a la riba del riu Karan a uns 2 farsakhs (entre 6 i 10 km) de la fortalesa. Però Timur va enviar a Ky Khuseru amb les seves forces a una posició per tallar la comunicació entre l'exèrcit de Husayn Sufi i la fortalesa el que li va impedir actuar durant la batalla. Va ordenar a Amir Muvayad Arlat pujar el riu amb la seva divisió, i després creuar, i al mateix temps va enviar Khetay Bahadur al riu, per efectuar el pas per sobre d'aquest, i Ak Timur li va ordenar creuar amb la seva divisió davant l'enemic; les tres divisions van passar el riu amb els seus cavalls quasi nedant i van arribar a la riba oposada amb seguretat, excepte Aylchy Bahadur, que va caure del seu cavall i es va ofegar. Quan Timur anava a avançar cap al riu, Shaikh Muhammad Sulduz el va aturar (no es tasca del príncep combatre, li va dir) i va agafar el estendard i es va acostar al riu; quan les divisions van veure l'estendard es va iniciar la batalla. Husayn Sufi veient la situació desesperada de les seves tropes, va fugir sol cap el fort d'Urganj. Els soldats victoriosos de Timur van posar setge a la fortalesa i, en molt poc temps, van estar molt prop de conquerir-la.
Husayn Sufi va morir llavors de causes naturals (de desesperació, diu Yazdi) i el va succeir el seu germà Yusuf Sufi que tot seguit va enviar la seva espasa i va manifestar el seu dolor per tot el que havia passat declarant la seva obediència i fidelitat a Timur. També es va oferir a donar en matrimoni la seva neboda (filla de Husayn Sufi) de nom Khan Zade (descendent d'un kan genguiskhànida, neta de Uzbeg Khan de l'Horda d'Or) a un dels fills de Timur, enllaç que serviria de vincle entre les dues parts. Timur hi va donar el acord amb la condició que agents del fill Jahangir ibn Timur (que seria el nuvi) haurien de quedar a Coràsmia per recaptar el tribut. Això fou interpretat pels sufites com que Timur volia assolir a Coràsmia la posició del kan jat (mogol).
Timur va tornar aleshores a Samarcanda. Allí va descobrir que l'amir Ky Khuseru Khuttalani havia sostingut correspondència secreta amb Husayn Sufi durant el setge i l'havia animat a oposar-se i li havia promès unir-se a ell. Ky Khuseru havia enviat un agent seu, el seu fill de nom Shah Mahmud Khuttalani, per formar un tractat secret amb Yusuf Sufi pel qual actuarien plegats en la destrucció de Timur. Aquest va mantenir la informació que havia descobert en secret.